# Yale University Press
Yale University Press är ett amerikanskt förlag knutet till Yale University. Förlaget grundades 1908 av George Parmly Day och ger ut akademisk litteratur.